# S Andromedae
| SN 1885A (S Andromedae)                                 | SN 1885A (S Andromedae)                       |
| ------------------------------------------------------- | --------------------------------------------- |
| Zeitgenössischer Artikel in der Gartenlaube, 1885       |                                               |
| Beobachtungsdaten Äquinoktium: J2000.0, Epoche: J2000.0 |                                               |
| Klassifikation                                          | Typ Ia                                        |
| Galaxie                                                 | Andromeda-Galaxie                             |
| Sternbild                                               | Andromeda                                     |
| Rektaszension                                           | 00h 42m 43s                                   |
| Deklination                                             | +41° 16′ 03″                                  |
| Maximale scheinbare visuelle Helligkeit                 | 6 mag                                         |
| Entfernung                                              | 2,5 MLj (0,78 Mpc)                            |
| Geschichte                                              |                                               |
| Entdeckung                                              | Isaac Ward/Ernst Hartwig, 19./20. August 1885 |

SN 1885A war eine Supernova, die im Jahr 1885 in der Andromeda-Galaxie aufleuchtete. SN 1885A erreichte eine Helligkeit von 6 mag. Sie erhielt die Veränderlichen-Bezeichnung S Andromedae. SN 1885A war die erste und bisher einzige Supernova, die in der Andromeda-Galaxie entdeckt wurde und zudem die erste beobachtete extragalaktische Supernova.

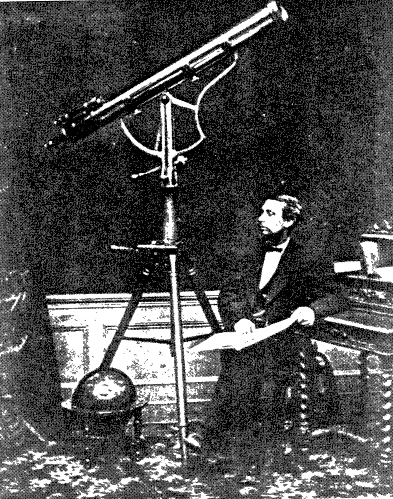
Isaac Ward

Die Supernova wurde am 19. August 1885 von dem irischen Amateurastronomen Isaac Ward in Belfast und, unabhängig davon, am 20. August 1885 von Ernst Hartwig an der Sternwarte Dorpat entdeckt.
Den Überrest von SN 1885A fand Robert A. Fesen am 10. November 1989 mit dem 4-m-Mayall-Teleskop am Kitt-Peak-Observatorium. Detailliertere Untersuchungen unter Zuhilfenahme des Hubble-Weltraumteleskops erfolgten seit dem Jahr 1999.
S Andromedae spielte um 1920 eine Rolle in der Shapley-Curtis-Debatte über die Frage, ob Spiralnebel wie der Andromeda-„Nebel“ ein Teil der Milchstraße oder weit entfernte, eigenständige Galaxien („Welteninseln“) seien. Es wurde argumentiert, ein derart hell erscheinender Stern könne nur innerhalb der Milchstraße liegen.
Zusammen mit SNR G1.9+0.3 sind sie die jüngsten thermonuklearen Supernovae in der lokalen Gruppe und werden aufgrund dieser Eigenschaften eingehend wissenschaftlich untersucht.